# نادية بوستة
نادية بوستة هي ممثلة تونسية من مواليد ولاية الكاف، اشتهرت بتأدية دور «ريم» في مسلسل مكتوب وعرفت بمشاركاتها العديدة في الأفلام السينيمائية التونسية.

## الأعمال الفنية
شاركت نادية بوستة في العديد من الأفلام والمسلسلات والمسرحيات ومنها:

### الأفلام الروائية
- 2006: بين الوديان لخالد برصاوي
- 2011: حكايات تونسية لندى مازني حفيظ
- 2013: أشواك الياسمين لرشيد الفرشيو
- 2013: الخميس العشية لمحمد دمق
- 2016: ووه! لأسمهان الأحمر: أماني
- 2020: الهربة لغازي الزغباني

### أفلام قصيرة
- 2006: قمامة للطفي عاشور: لطيفة
- 2006: السعادة؟ لمحمد بن بشير
- 2008: المشروع لمحمد علي النهدي
- 2010: في البداية لصدري جميل: ممرضة 2
- 2011: رغوة لكريم بسيسة
- 2012: نقطة بداية لكريم بلحاج: دنيا
- 2016: الإستمرار دون الإستمرار لسلون

### مسلسلات
- 2003: عند عزيز لصلاح الدين الصيد (ضبفة شرف الحلقة 9): سوار
- 2006: شوفلي حل لصلاح الدين الصيد (ضيفة شرف الحلقة 1): المدلكة
- 2008-2012: مكتوب (مواسم 1-3) سامي الفهري: ريم بن أحمد
- 2010: دنيا لنعيم بن رحومة: دنيا
- 2014: طالع ولا هابط لمجدي السميري: سيسي ليزينغ
- 2015: بوليس لمجدي السميري (الحلقات 14 و 15 و 16 من الموسم الأول): سنية جزار
- 2019: القضية 460 لمجدي السميري: ليلى حداد
- 2021: برج الرومي: مسلسل قيد الإعداد
- 2021-2022: حرقة للسعد الوسلاتي : والدة ربيع
- 2022: كان يا ما كانش (الموسم 2) لعبد الحميد بوشناق

### مسلسلات أجنبية
- 2007: أبطال وأشرار لهيئة الإذاعة البريطانية: زوجة سبارتاكوس
- 2008: بيت صدام: نادلة

### أشرطة فيديو
- 2007: ومضة إعلانية للعلامة التجارية التونسية للزيوت النباتية "نجمة"
- 2011: أحب تونس ، المكان المناسب الآن لمحمد علي النهدي ومجدي السميري
- 2012: ومضة إعلانية لمزود الوصول إلى الإنترنت التونسي Topnet
- 2013: ماتضربنيش (لا تضربني)، حملة لإصلاح جهاز الشرطة
- 2014: Frozen Lips (شفاه مجمدة)، فيديو موسيقي لفرقة "هيدشوت"

### مسرح
- 2009: ابنة مدير المسرح القومي ، لهايدي جابلر، إخراج هنريك إبسن، ترجمة محمد إدريس وإخراج ديفيد جوشار.
- 2012: زنقة النساء ، اقتباس تونسي لمسرحية Le Clan des divorcées للمخرج سامي منتصر.
- 2018: هروب لغازي الزغباني
- 2019: ندبة لغازي الزغباني

## الجوائز
- أفضل ممثلة في الدورة 21 لأيام قرطاج المسرحية[3][4]